# 桑原やよ子
桑原 やよ子（くわはら やよこ、生没年不詳）は、江戸時代中・後期の国文学者で『うつほ物語』の研究で知られる。

## 略歴
仙台藩江戸詰めの藩医桑原隆朝如璋（1700年ころ-1775年）の妻で、古典文学に通じていた。特に平安時代の長編小説『うつほ物語（宇津保物語）』の年立の研究では先駆的な役割をになった。著書に研究書『宇津保物語考』があり、日本古典全集『宇津保物語五』や覆刻日本古典全集『うつぼ物語 4』に収載されている。このなかでやよ子のつくった系図は、日本において、複雑な人間関係を図示した最初といわれている。
『宇津保物語考』は、安永年間（1772年-1780年）成立とみられ、国文学者村田春海（賀茂真淵の高弟）はこれを読んで感心し、人に書き写させて寛政3年（1792年）、巻末に自分の手でその経緯を説明した写本をつくった。この写本は天保年間（1830年-1843年）に井関隆子によっても書写されており、江戸後期の国学者のあいだでは有名であった。

## 人物像
孫にあたる工藤あや子（只野真葛）は、自著『むかしばなし』のなかで「心の力つよくかんしゃく持ち」で大笑いすることやおもしろげな浮ついたことなどの大嫌いな、「気のつまるばば様」であったと記している。『むかしばなし』によれば、子を厳しくしつけ、裁縫や結髪など「女のわざ」に秀で、また書道も堪能であったという。真葛が13歳ころ（安永4年ころ）に仏教の教えを学んで悟りをひらき、穏やかな人柄になったという。

## 家族
子としては、娘と息子の隆朝純（じゅん）の名が知られる。
姉娘は工藤平助に嫁し、その子只野真葛（工藤あや子）は女流文学者として知られる。息子の桑原純は、夫の如璋のあと仙台藩医を継いだ。純は、母やよ子の手ほどきによって能書家であり、優れた手跡を残している。純の娘桑原信（のぶ）は伊能忠敬の後妻となった。只野真葛と桑原信は、ともにやよ子の孫娘にあたり、2人は従姉妹同士であった。